# Josef Gliebe
Josef Gliebe (* 3. Februar 1873 in Kukendorf, Gemeinde Ebental bei Gottschee, Österreich-Ungarn; † 14. Juli 1960 in Dolenja vas/Niederdorf, Jugoslawien) war ein Gottscheer katholischer Priester. Er leistete nicht nur Widerstand gegen die Aussiedlung der deutschsprachigen Volksgruppe der Gottscheer aus Jugoslawien durch die Nationalsozialisten, sondern unterstützte auch die Partisanen.

## Leben
Josef Gliebe wurde am 3. Februar 1873 in Kukendorf im Gottscheer Land geboren. Er war später lange Jahre katholischer Pfarrer in der Gemeinde Göttenitz.
Nach dem Balkanfeldzug im April 1941 wurde die Gottschee von der italienischen Armee besetzt und Teil der italienischen Provinz Laibach. Die Nationalsozialisten siedelten die Gottscheer aus ihrer Heimat in die Untersteiermark um, die von der Wehrmacht besetzt war. Der Laibacher Diözesanbischof entband die Priester des Treuschwurs. Gliebe nahm jedoch gemeinsam mit anderen Gottscheer Geistlichen (Josef Eppich, Ferdinand Erker, Josef Erker, August Schauer, Josef Kraker, Josef Kreiner und Alois Perz) öffentlich Stellung gegen die geplante Umsiedlung. 
Gemeinsam seinem Priesterkollegen Josef Kraker und einigen anderen Gottscheern sammelte Josef Gliebe Ende September und Anfang Oktober 1941 in Göttenitz, Rieg und Masern Unterschriften gegen die Umsiedlung und überreichte dem deutschen Konsul in Laibach eine Eingabe. Die nationalsozialistische Leitung der Gottscheer unter Wilhelm Lampeter, Richard Lackner, Herbert Erker und Ludwig Kren reagierte unter anderem mit der Drohung, die Italiener würden die daheim bleibenden Gottscheer nach Süditalien oder Abessinien umsiedeln. Hiermit wird der Misserfolg der Kampagne zum Dableiben erklärt. Letztendlich blieben außer Pfarrer Gliebe nur einige slowenische Familien in Göttenitz zurück.
Während der italienischen Offensive im Sommer 1942 umstellte die italienische Armee das Dorf Göttenitz und trieb die männliche Bevölkerung zusammen, um herauszubekommen, wo sich Partisanen verstecken. Als die italienischen Offiziere drohten, die Gefangenen beim nächsten Schuss der Partisanen zu erschießen, setzte sich Gliebe für die Dorfbewohner ein und bürgte für sie mit seinem Leben. So konnte er ihre Freilassung erreichen.
Gliebe betrieb während des Zweiten Weltkrieges in Göttenitz eine Imkerei. Obwohl die Italiener in Göttenitz einen Stützpunkt unterhielten, unterstützte Gliebe die Partisanen unter anderem mit Honig.
Nach dem Weggang Josef Krakers aus Rieg nach Veldes am 14. April 1943 war Gliebe zusätzlich für die Gemeinde Rieg zuständig.
1949 mussten sämtliche verbliebenen Bewohner von Göttenitz ihre Heimat verlassen und wurden in andere Dörfer umgesiedelt, um Platz für ein militärisches Sperrgebiet zu machen. Die intakte Sankt-Oswald-Kirche in Göttenitz wurde ebenso wie die Johanniskirche in Rieg abgerissen. Gliebe wurde nun Pfarrer in Niederdorf/Dolenja vas bei Reifnitz, von wo er formal auch noch für die Gemeinden im verlassenen Göttenitz und in Masern/Grčarice zuständig war. Es gelang ihm, den goldenen Kelch und die Monstranz von 1571, bei der es sich um die älteste des Gottscheer Landes handeln soll, heimlich aus Göttenitz nach Dolenja vas zu schaffen.

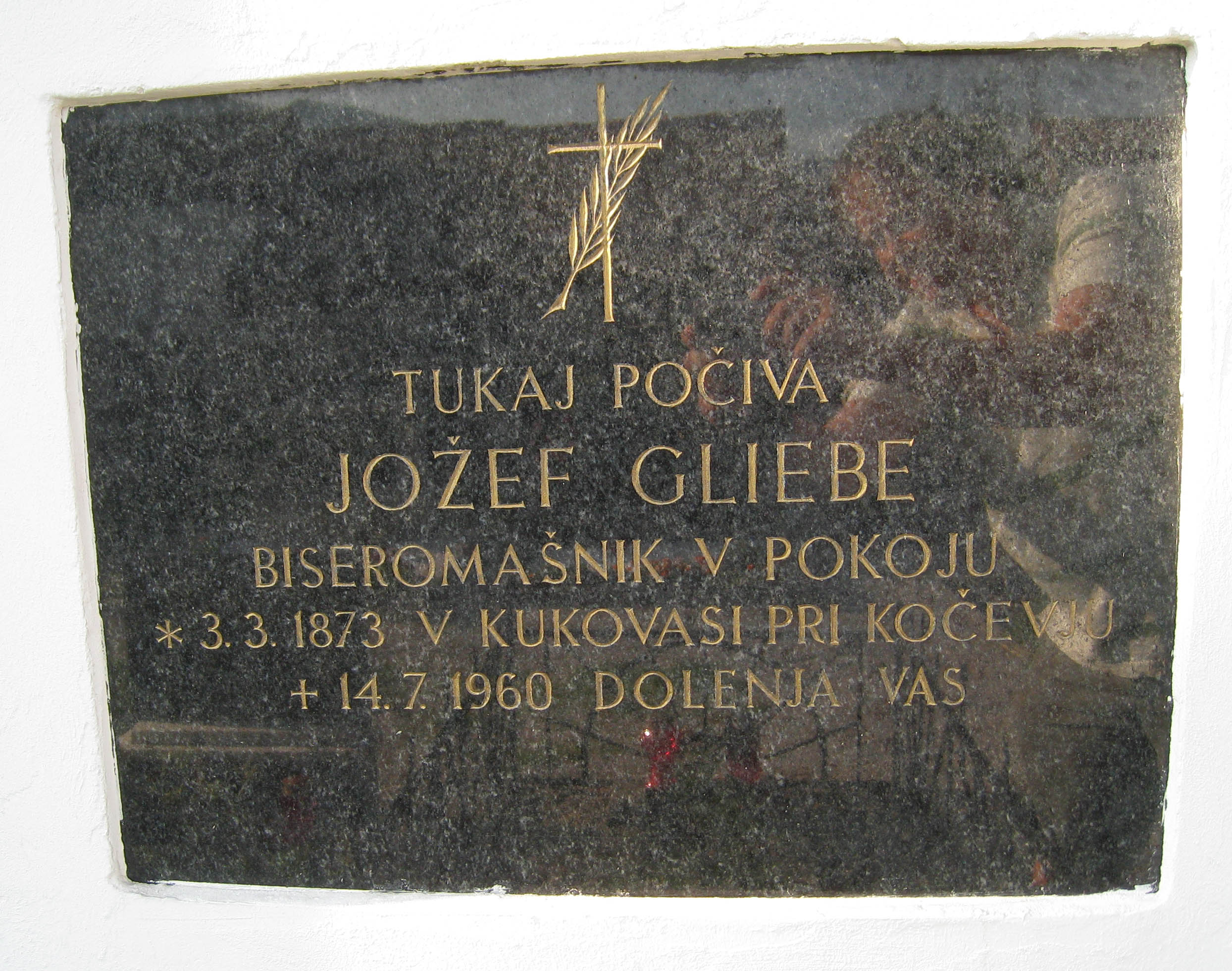
Gedenktafel für Josef Gliebe an der Wand der Kirche St. Peter in Prigorica

Die Kirche St. Primus und Felician in Masern wurde unter Pfarrer Gliebe an den Holzbetrieb LIP Ribnica verkauft, der die Ruinen als Material zum Straßenbau nutzte, während das Pfarrhaus und Wirtschaftsgebäude für forstwirtschaftliche Zwecke hergerichtet wurden. In der Kapelle in Masereben (Grčarske Ravne) gab es noch einige Zeit Gottesdienste mit einer Handvoll Teilnehmern, denen allerdings andere Bewohner feindselig gegenüberstanden. Zum Zeitpunkt des Verkaufs befand sich die Maserner Kirche im Verfall und verfügte über keine Glocken mehr.
An seinem neuen Wirkungsort Dolenja vas hatten nur wenige Menschen den Partisanenkampf unterstützt, so dass manche Gliebe als „Partisanenpriester“ bezeichneten. Für seine Zusammenarbeit mit der Osvobodilna Fronta wurde Gliebe mit dem Goldenen Abzeichen ausgezeichnet. Er starb in Dolenja vas im Alter von 87 Jahren. Dorfbewohner ließen für ihn eine Gedenktafel an der Kirche St. Peter anbringen.